# Нота (РЕБ)

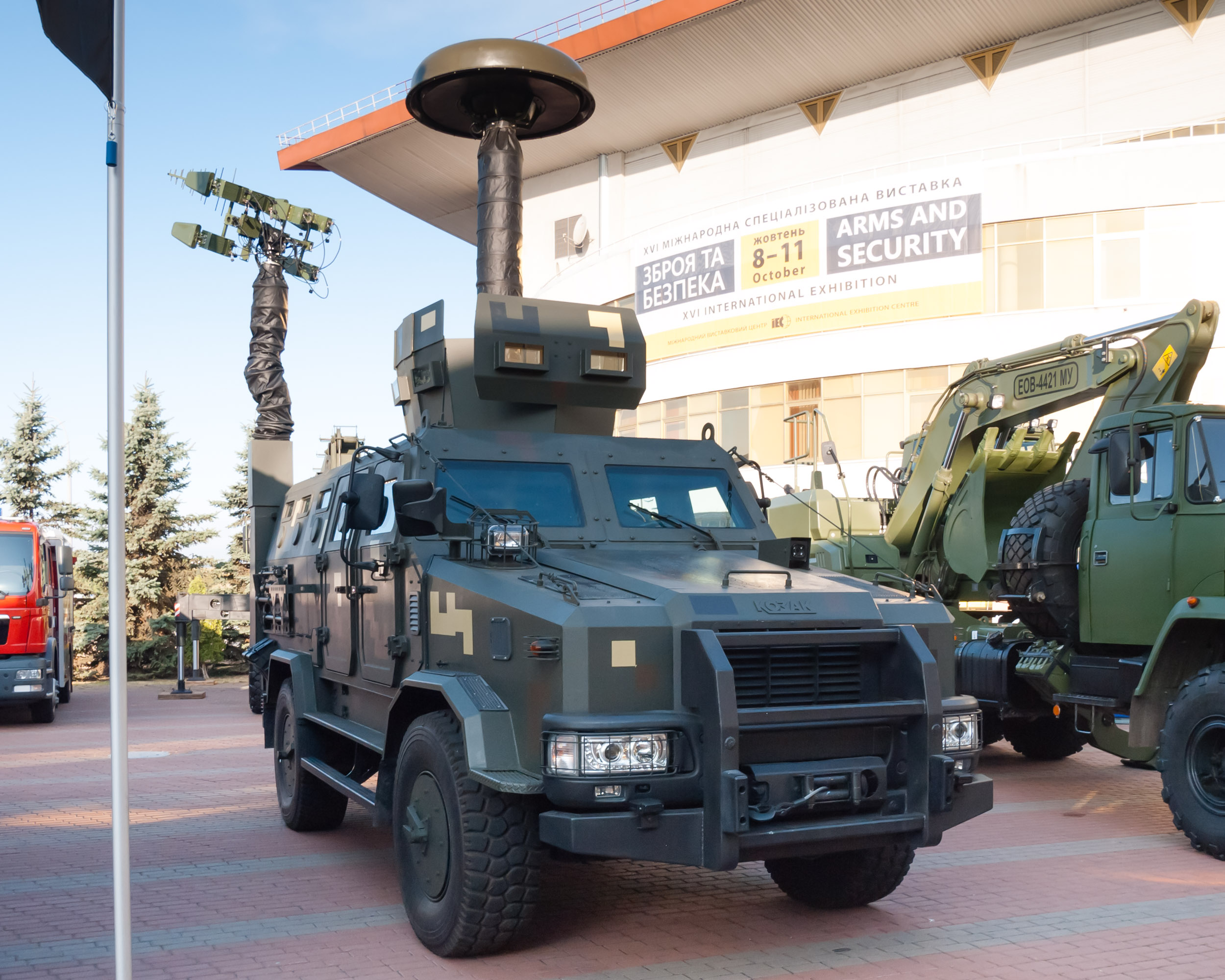
Комплекс «Нота», встановлений на Козак-2.

«Нота» — український комплекс радіоелектронної боротьби, що призначений для придушення БПЛА. Розроблений компанією «Трітел».

## Історія
Комплекс «Нота» був розроблений компанією «Трітел» після початку російської агресії.
В листопаді 2017 року начальник генштабу ЗСУ Віктор Муженко зазначив, що ведуться роботи з розробки комплексів «Анклав», «Нота» і «Буковель».
У 2019 році був представлений комплекс на мобільній платформі — він встановлений на бронемашину Козак-2.
У 2020 році новим компонентом системи стала багатофункціональна радіолокаційна станція з цифровою антеною решіткою від київського «Арсеналу».

## Опис
Призначений для боротьби з різноманітними БПЛА, здатен придушувати мережі стільникового зв'язку всіх стандартів, поширених в Україні, а також може протидіяти засобам РЕБ та контрбатарейним радарам. «Нота» має два типи антен — направлені і кругові (всенаправлені). Кругові забезпечують загальне прикриття стаціонарних об'єктів, направлені — працюють по конкретному вузькому сектору. В стані очікування комплекс перебуває у пасивному режимі, що робить його непомітним для ворога. При виявленні загрози він включається на подавлення потрібної цілі.
Обслуга комплексу — 4 людини. Загальна вага — 250 кг.
- Антени комплексу.
- Кругова антена і направлені антени комплексу «Нота».

## Тактико-технічні характеристики
Комплекс здатен виявляти БПЛА на відстані не менше 20 км, а протидіяти — на відстані 15 км. Стільниковий зв'язок може бути нейтралізований на відстані до 1 км.

## Бойове застосування
Комплекс був згаданий на 15-й науковій конференції ХНУПС як один з 7 типів комплексів, що використовуються як протидія російським безпілотникам в повітряному просторі на сході України.
Комплекси «Нота» у 2018 році поставили охороняти від ворожих безпілотних апаратів українські військові склади з боєприпасами.
Станом на 2019 рік, за даними Військового телебачення України, у зоні бойових дій на сході працювало 10 комплексів.

### Відео
- ТЕХНІКА ВІЙНИ № 146. Виставка «Зброя та безпека-2019» // Військове телебачення України, 11 жовтня 2019
- Мобільна «Нота»: новітній комплекс протидії дронам від «Трител» // Defense Express, 16 жовтня 2019
- Радіоелектронна боротьба: хто контролює Донбас? | Security talks // Апостроф TV, 3 липня 2021